# Попардова
Попардова (пол. Popardowa) — село в Польщі, у гміні Навойова Новосондецького повіту Малопольського воєводства.
Населення — 488 осіб (2011).
У 1975-1998 роках село належало до Новосондецького воєводства.

## Демографія
Демографічна структура станом на 31 березня 2011 року:
|          | Загалом | Допрацездатний вік | Працездатний вік | Постпрацездатний вік |
| -------- | ------- | ------------------ | ---------------- | -------------------- |
| Чоловіки | 245     | 68                 | 152              | 25                   |
| Жінки    | 243     | 62                 | 134              | 47                   |
| Разом    | 488     | 130                | 286              | 72                   |